# Sainte-Gemme (Gers)
Sainte-Gemme település Franciaországban, Gers megyében. Lakosainak száma 118 fő (2022. január 1.). Sainte-Gemme Maravat, Monfort, Saint-Brès és Sérempuy községekkel határos.

## Népesség
A település népessége az elmúlt években az alábbi módon változott:
| Lakosok száma | 175  | 136  | 118  | 125  | 118  | 119  | 119  | 114  | 113  | 118  |
|               | 1968 | 1982 | 1990 | 2006 | 2013 | 2015 | 2017 | 2019 | 2020 | 2022 |